# Вот VE-8
Вот VE-8 (енгл. Vought VE-8) је амерички ловачки авион. Први лет авиона је извршен 1919. године. 

Највећа брзина авиона при хоризонталном лету је износила 225 km/h.
Распон крила авиона је био 9,45 метара, а дужина трупа 6,50 метара. У наоружању је био један митраљез 7,7 мм Викерс.

## Наоружање
| Наоружање авиона: Вот          |     |
| Ватрено (стрељачко) наоружање  |     |
| Топ                            |     |
| Митраљез                       |     |
| Број и ознака митраљеза        | 1   |
| Калибар                        | 7,7 |
| Бомбардерско наоружање (бомбе) |     |
| Ракетно наоружање (ракете)     |     |